# مقاطعة بن
مقاطعة بن (بالفارسية: شهرستان بن) هي إحدى مقاطعات محافظة تشهار محال وبختیاري في إيران. كان عدد سكان المقاطعة سنة 2016 حوالي 28,326 نسمة.